# Vostox excavatus
Vostox excavatus är en tvestjärtart som beskrevs av Nutting och Gurney 1961. Vostox excavatus ingår i släktet Vostox och familjen Labiidae. Inga underarter finns listade i Catalogue of Life.